# Sebastián Monzón Suárez
Sebastián Monzón Suárez (Gáldar, 7 de diciembre de 1929- Agaete, 16 de agosto de 2019) fue un escritor español, Archivero mayor de Gáldar y Memoralista de Gran Canaria.

## Trayectoria
Hijo primogénito del matrimonio formado por Tomás Monzón Orihuela y Pino Suárez Ojeda, inició la carrera de Filosofía y Letras en la Universidad de La Laguna, que tuvo que abandonar por motivos de salud, terminando la carrera de Magisterio en Gran Canaria. Como profesor impartió docencia en diversos colegios y centros educativos, jubilándose en el colegio José Sánchez y Sánchez de Agaete.
Simultaneó la labor docente con el estudio de los archivos municipal y parroquial de Gáldar, desarrollando una labor de investigación sobre los mismos y destacando su trabajo de difusión y conocimiento al público a través de conferencias y publicaciones sobre la historia del municipio grancanario.
A través de la radio municipal de Gáldar dirigió durante años el programa 'El Callejero', en el que hacía un recorrido por las vías de la ciudad y sus denominaciones. Además, realizó un amplio trabajo de recopilación de fotografías antiguas de la ciudad que dieron lugar al documental, editado en CD, Gáldar a través de la fotografía.
Colaboró con diversos medios de comunicación, en los que publicó trabajos de investigación y reseñas históricas. Como escritor publicó con dos libros de poemas: Poemas para una Tarde Otoño y El Otro Mar, editado en formato digital.
Falleció a los 89 años de edad en Agaete, su municipio de residencia.

## Reconocimientos
En atención a su trabajo como investigador de los archivos locales, el Ayuntamiento de Gáldar le nombró Archivero Municipal e Hijo Predilecto de la ciudad en 2001.
En noviembre de 2018, recibió el título de Memoralista de Gran Canaria, distinción otorgada por la Junta de Cronistas Oficiales de Canarias, en reconocimiento a su labor como divulgador del patrimonio cultural e histórico de la ciudad de Gáldar y su trabajo como investigador en los archivos parroquiales y municipales de la ciudad.
En abril de 2018, recibió un homenaje en el marco del primer Encuentro de Letras y Versos Atlánticos (ELVA) celebrado en el municipio de Gáldar, en reconocimiento a su labor como poeta, escritor y defensor de la cultura galdense.